# Nilsen
Nilsen ist ein ursprünglich patronymisch gebildeter norwegischer Familienname mit der Bedeutung „Sohn des Nils“.

## Namensträger
- Adolf Nilsen (1895–1983), norwegischer Ruderer
- Anders Nilsen (* 1988), norwegischer Comedian und Sänger
- Andreas Nilsen (* 1980), norwegischer Skirennläufer
- Arne Nilsen (1924–2020), norwegischer Politiker
- Betty Ann Bjerkreim Nilsen (* 1986), norwegische Skilangläuferin
- Birger Nilsen (Turner) (1881–1981), norwegisch-US-amerikanischer Turner
- Birger Nilsen (Ringer) (1896–1968), norwegischer Ringer
- Birger Nilsen (Schiedsrichter) (1917–1999), norwegischer Fußballschiedsrichter
- Christine Colombo Nilsen (* 1982), norwegische Fußballspielerin
- Christopher Nilsen (* 1998), US-amerikanischer Leichtathlet
- Dennis Nilsen (1945–2018), schottischer Serienmörder
- Elin Nilsen (* 1968), norwegische Skilangläuferin
- Erling Nilsen (1910–1984), norwegischer Boxer
- Frode Nilsen (1923–2016), norwegischer Diplomat
- Harald Christian Strand Nilsen (* 1971), norwegischer Skirennläufer
- Henry Nilsen (* 1961), norwegischer Eisschnellläufer
- Ingrid Nilsen (* 1989), US-amerikanische Videobloggerin
- Jan Andrew Nilsen (1936–2014), norwegischer Lehrer, Journalist und Schriftsteller
- Jeanette Nilsen (* 1972), norwegische Handballspielerin
- Kurt Nilsen (* 1978), norwegischer Musiker
- Laila Schou Nilsen (1919–1998), norwegische Eisschnellläuferin, Skirennläuferin und Tennisspielerin
- Lars Arvid Nilsen (* 1965), norwegischer Kugelstoßer
- Lillebjørn Nilsen (1950–2024), norwegischer Liedermacher
- Marius Arion Nilsen (* 1984), norwegischer Politiker
- Markus Nilsen (* 1989), norwegischer Skirennläufer
- Mona Nilsen (* 1973), norwegische Politikerin
- Ole-Jørgen Nilsen (1936–2008), norwegischer Schauspieler und Theaterintendant
- Ørjan Nilsen (* 1982), norwegischer DJ und Musikproduzent
- Per Arne Nilsen (* 1961), norwegischer Segler
- Roger Nilsen (* 1969), norwegischer Fußballspieler
- Rudolf Nilsen (1901–1929), norwegischer Dichter
- Rune Nilsen (1923–1998), norwegischer Weit- und Dreispringer
- Simen Spieler Nilsen (* 1993), norwegischer Eisschnellläufer
- Sivert Heltne Nilsen (* 1991), norwegischer Fußballspieler
- Steinar Nilsen (* 1972), norwegischer Fußballspieler und -trainer
- Stina Hofgård Nilsen (* 1979), norwegische Skirennläuferin
- Tom-Christer Nilsen (* 1969), norwegischer Politiker
- Torstein Aagaard-Nilsen (* 1964), norwegischer Komponist, Arrangeur, Dirigent und Musikpädagoge
- Tove Nilsen (* 1952), norwegische Schriftstellerin und Literaturkritikerin
- Vegard Bjerkreim Nilsen (* 1993), norwegischer Skilangläufer
- Vilde Nilsen (* 2001), norwegische Sportlerin
- Wiktor Nilsen (1871–1949), ukrainischer Stadtbaumeister